# Nwangri
Nwangri est un village du Cameroun situé dans l'arrondissement (commune) de Nkambé, le département du Donga-Mantung et la Région du Nord-Ouest.

## Population
En 1968, Nwangri était encore un quartier de Wat et comptait 310 habitants, principalement du clan Warr.
Lors du recensement national de 2005, on y a dénombré 832 personnes dont 381 hommes et 451 femmes.
Une étude locale de 2011 évalue la population du village à 3 775 personnes.